# Yúliya Korostylova
Yúliya Serhivna Korostylova (en ucraniano: Юлія Сергіївна Корoстильова; Jmelnytsky, URSS, 8 de febrero de 1984) es una deportista ucraniana que compite en tiro, en la modalidad de pistola. Su hermano Pavlo compite en el mismo deporte.
Ganó una medalla de oro en el Campeonato Mundial de Tiro de 2022 y tres medallas en el Campeonato Europeo de Tiro entre los años 2021 y 2024.
En los Juegos Europeos de Cracovia 2023 consiguió una medalla de oro en la prueba de pistola rápida de fuego 25 m mixto.

## Palmarés internacional
| Campeonato Mundial | Campeonato Mundial                   | Campeonato Mundial | Campeonato Mundial                 |
| Año                | Lugar                                | Medalla            | Prueba                             |
| ------------------ | ------------------------------------ | ------------------ | ---------------------------------- |
| 2022               | El Cairo (Egipto)                    | Medalla de oro     | Pistola rápida de fuego 25 m mixto |
| Juegos Europeos    |                                      |                    |                                    |
| Año                | Lugar                                | Medalla            | Prueba                             |
| 2023               | Breslavia (Polonia)                  | Medalla de oro     | Pistola rápida de fuego 25 m mixto |
| Campeonato Europeo |                                      |                    |                                    |
| Año                | Lugar                                | Medalla            | Prueba                             |
| 2021               | Osijek (Croacia)                     | Medalla de oro     | Pistola 25 m mixto                 |
| 2022               | Zagreb (Croacia) Breslavia (Polonia) | Medalla de bronce  | Pistola rápida 25 m mixto          |
| 2024               | Osijek (Croacia)                     | Medalla de oro     | Pistola rápida de fuego 25 m mixto |